# Eric Hacker
Eric Lynn Hacker (né le 26 mars 1983 à Duncanville, Texas, États-Unis) est un lanceur droitier au baseball qui a joué en Ligue majeure de baseball entre 2009 et 2012.

## Carrière
Eric Hacker est drafté en 23e ronde par les Yankees de New York en 2002. Après plusieurs années en ligues mineures, il passe le 16 mai 2009 aux Pirates de Pittsburgh. Les Yankees obtiennent en retour le lanceur droitier Romulo Sanchez.
C'est avec les Pirates que Hacker fait une première percée dans les majeures à la fin de la saison 2009. Il dispute son premier match avec les Pirates le 22 septembre et effectue trois sorties en fin de campagne, totalisant trois manches en relève.
En décembre 2009, Hacker rejoint les Giants de San Francisco mais passe toute l'année suivante en ligue mineure, où il est lanceur partant.
Avant la saison 2011, il signe avec les Twins du Minnesota pour qui il fait deux apparitions au monticule. En décembre 2011, il retourne chez les Giants via un contrat des ligues mineures. Le 27 avril 2012, il effectue son premier départ dans les majeures, qui se solde par une défaite de Hacker et des Giants face aux Padres de San Diego.

## Statistiques
| Saison | Équipe     | G | GS | CG | SHO | V | D | SV | IP  | SO | ERA  |
| ------ | ---------- | - | -- | -- | --- | - | - | -- | --- | -- | ---- |
| 2009   | Pittsburgh | 3 | 0  | 0  | 0   | 0 | 0 | 0  | 3.0 | 1  | 6,00 |
| Totaux | Totaux     | 3 | 0  | 0  | 0   | 0 | 0 | 0  | 3.0 | 1  | 6,00 |

Note : G = Matches joués ; GS = Matches comme lanceur partant ; CG = Matches complets ; SHO = Blanchissages ; 
V = Victoires ; D = Défaites ; SV = Sauvetages ; IP = Manches lancées ; SO = Retraits sur des prises ; ERA = Moyenne de points mérités.